# Sima Guang

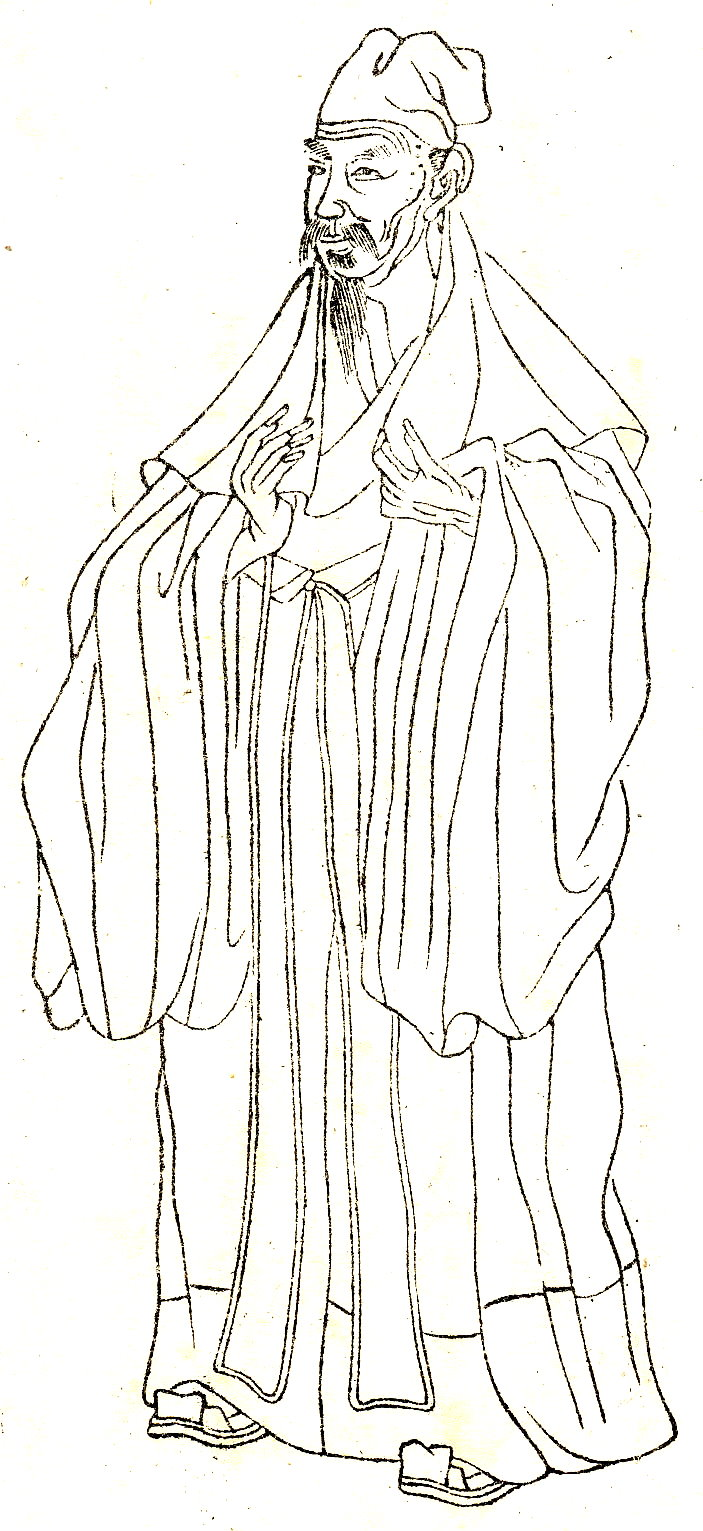
Sima Guang, en un dibuix que apareix al Wan hsiao tang-Chu chuang-Hua chuan（晩笑堂竹荘畫傳), publicat el 1921.

Sima Guang (1019-1086) (en xinès tradicional: 司馬 光; en xinès simplificat: 司马 光; en pinyin: Sīmǎ Guāng; en Wade-Giles, SSU-ma Kuang) va ser un historiador xinès i un erudit i estadista de la dinastia Song.

## Biografia
Sima Guang va néixer a la ciutat que actualment s'anomena Yuncheng (Shanxi). Pertanyia a una família rica i, encara jove, ja era tenia fama d'erudit. Als vint anys, va passar l'examen imperial amb el rang més alt de Jinsha (进士, o quasi-grau de doctorat). Ell va tenir diversos càrrecs oficials en els anys posteriors.
En 1064, Sima va presentar a l'emperador Yingzong una obra en cinc volums, Liniantu (历年 图, "Carta dels anys successius). Aquest llibre resumeix la història cronològica de la Xina, des del 403 aC fins al 959, i era com un fulletó per al patrocini d'un ambiciós projecte d'historiografia. Aquestes dates es van triar perquè l'any 403 aC marca l'inici del període dels Regnes Combatents, quan el primer Estat de Jin va ser subdividit, i que finalment va donar lloc a l'establiment de la dinastia Qin. La data final de 959 és el final del període de les Cinc Dinasties i els Deu Regnes i el començament de la dinastia Song.
El 1066, Sima presentà el Tongzhi (通志, "Història global") una obra de vuit volums amb més detalls històrics. Relata la història de la Xina des del 403 aC al 207 aEC, data que marca el final de la dinastia Qin. L'emperador llavors li encarregà l'elaboració d'una història universal de la Xina; Sima tenia ple accés a les biblioteques imperials i un finançament adequat. Tingué a Ban Liu (刘 攽, des de 1022-1088), Liu Shu (刘 恕, 1032-1078) i Fan Zuyuan (范祖禹, des de 1041-1098) com a assistents per a la seva recerca.
Quan l'emperador va morir el 1067, Sima va ser convidat a presentar la seva obra al nou emperador, Shenzong. L'emperador no tan sols va confirmar el suport del seu pare, sinó que també es mostrà a favor de canviar el títol del Tongzhi (Història completa) pel de Tongji Zizhi ("Mirall integral per ajudar el govern").